# Erodium cicutarium
Erodium cicutarium, cunoscută și sub numele de pliscul cocorului, este o plantă erbacee anuală – sau, în climatele calde, bienală – membră a familiei Geraniaceae de plante cu flori. Este originară din Macaronezia, Eurasia temperată și Africa de Nord și de Nord-Est și a fost introdusă în America de Nord în secolul al XVIII-lea.

## Descriere
Pliscul cocorului este o plantă perenă care crește de obicei în rozete târâtoare, aspre, cu rădăcini adânci care îi permit să supraviețuiască peste vară în soluri uscate. Tulpinile pot crește până la 60 cm lungime. Florile sunt roz, liliachii sau rar albe și nu au miros.

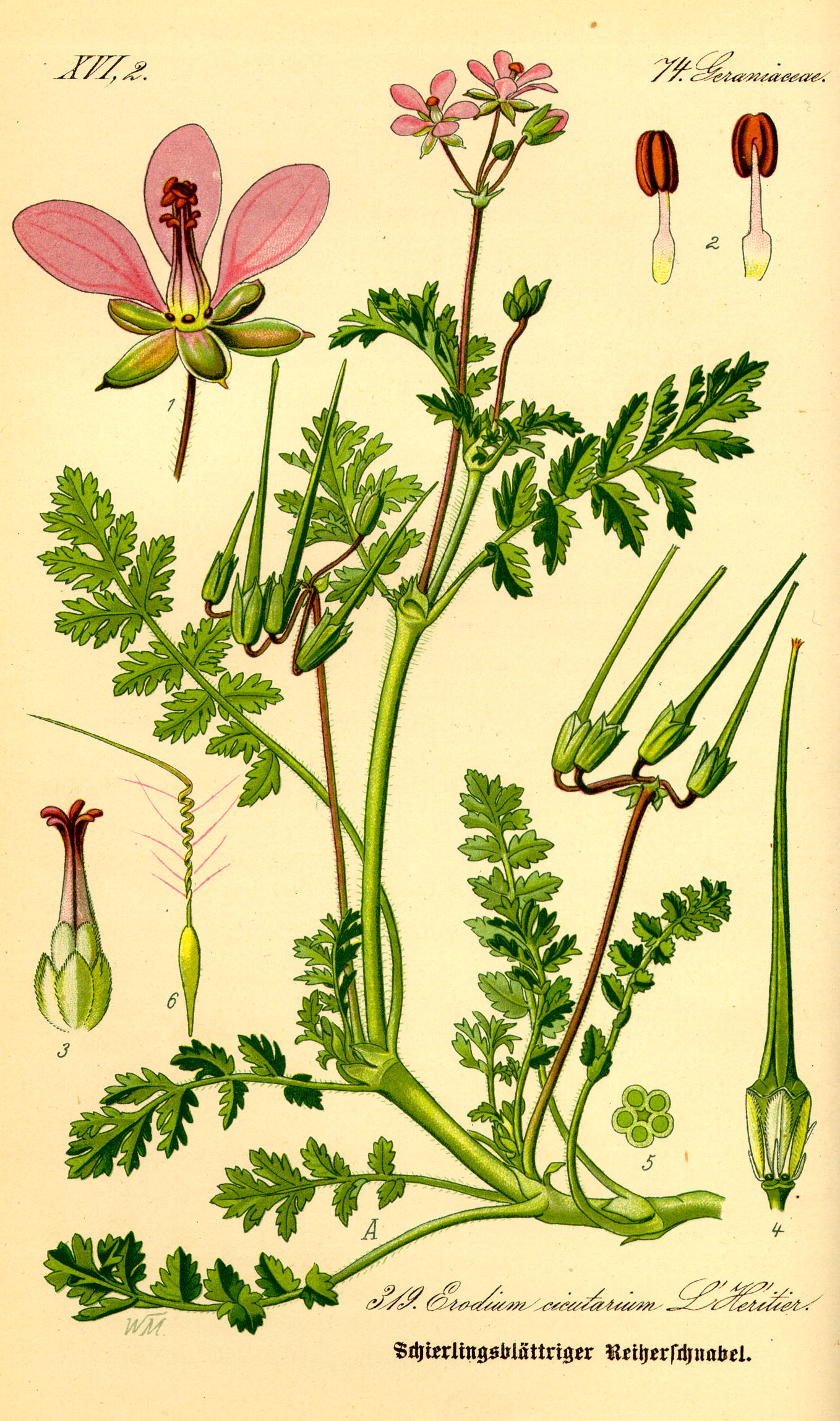
O ilustrație botanică

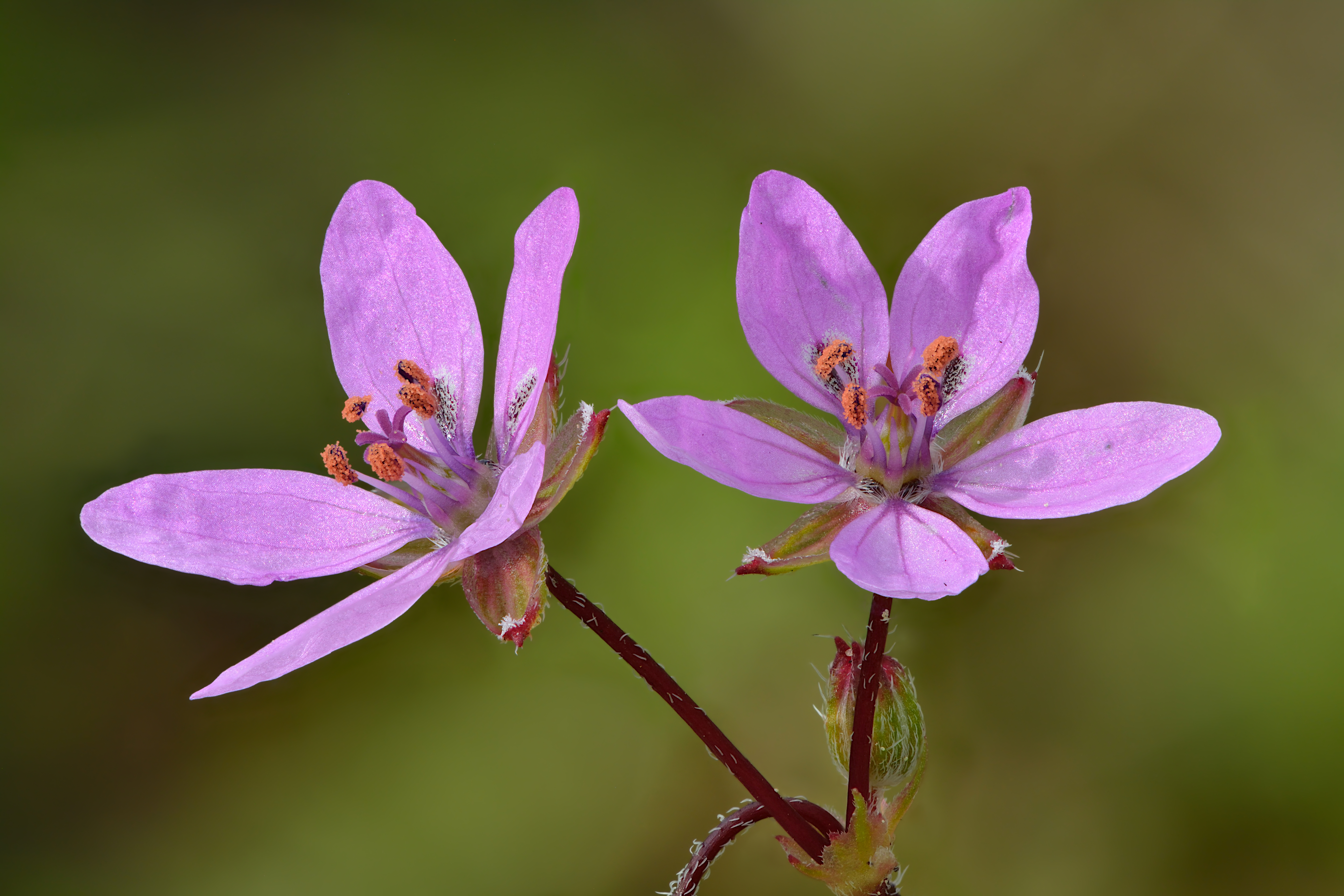
Prim-plan al florilor

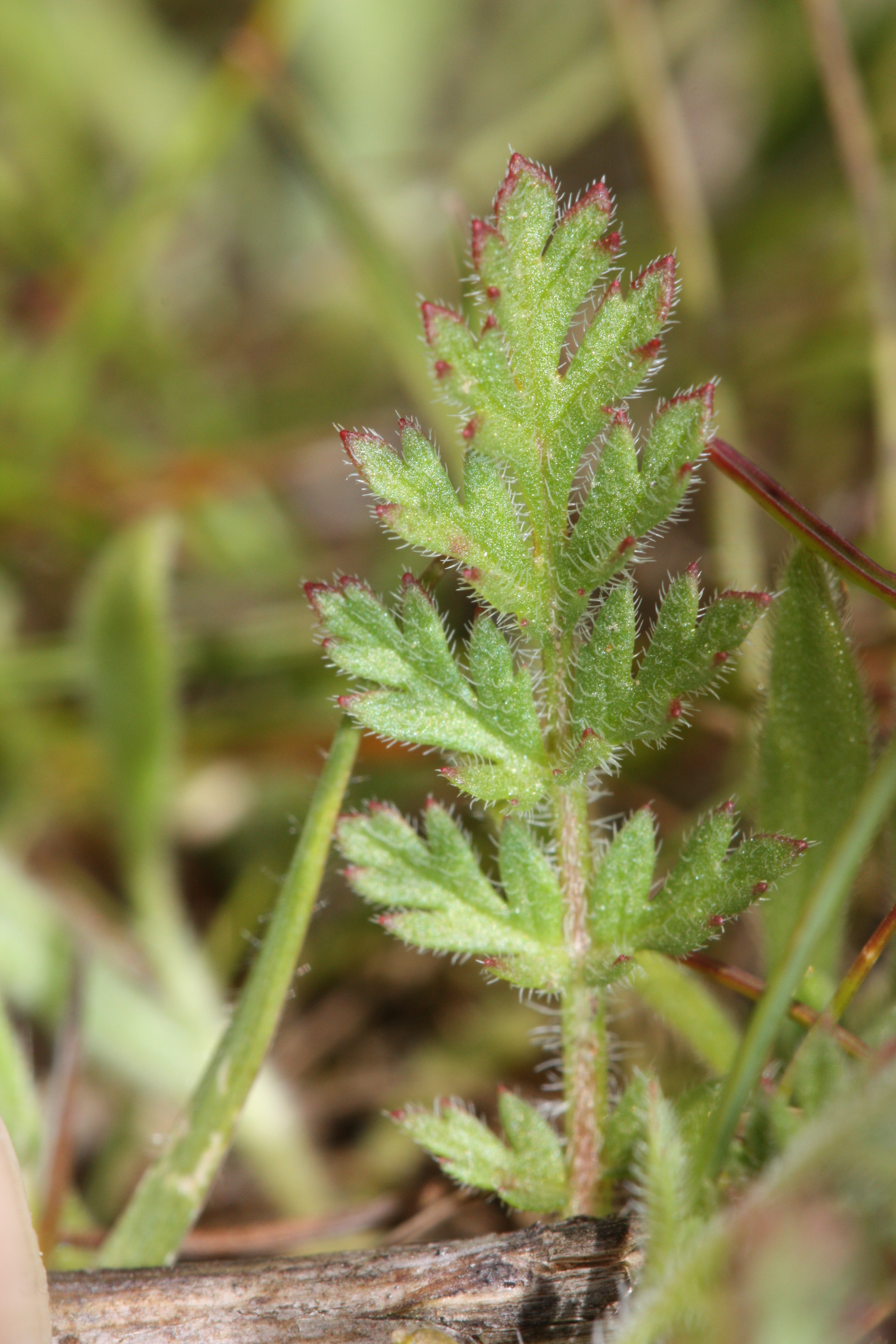
Formă tipică a frunzei

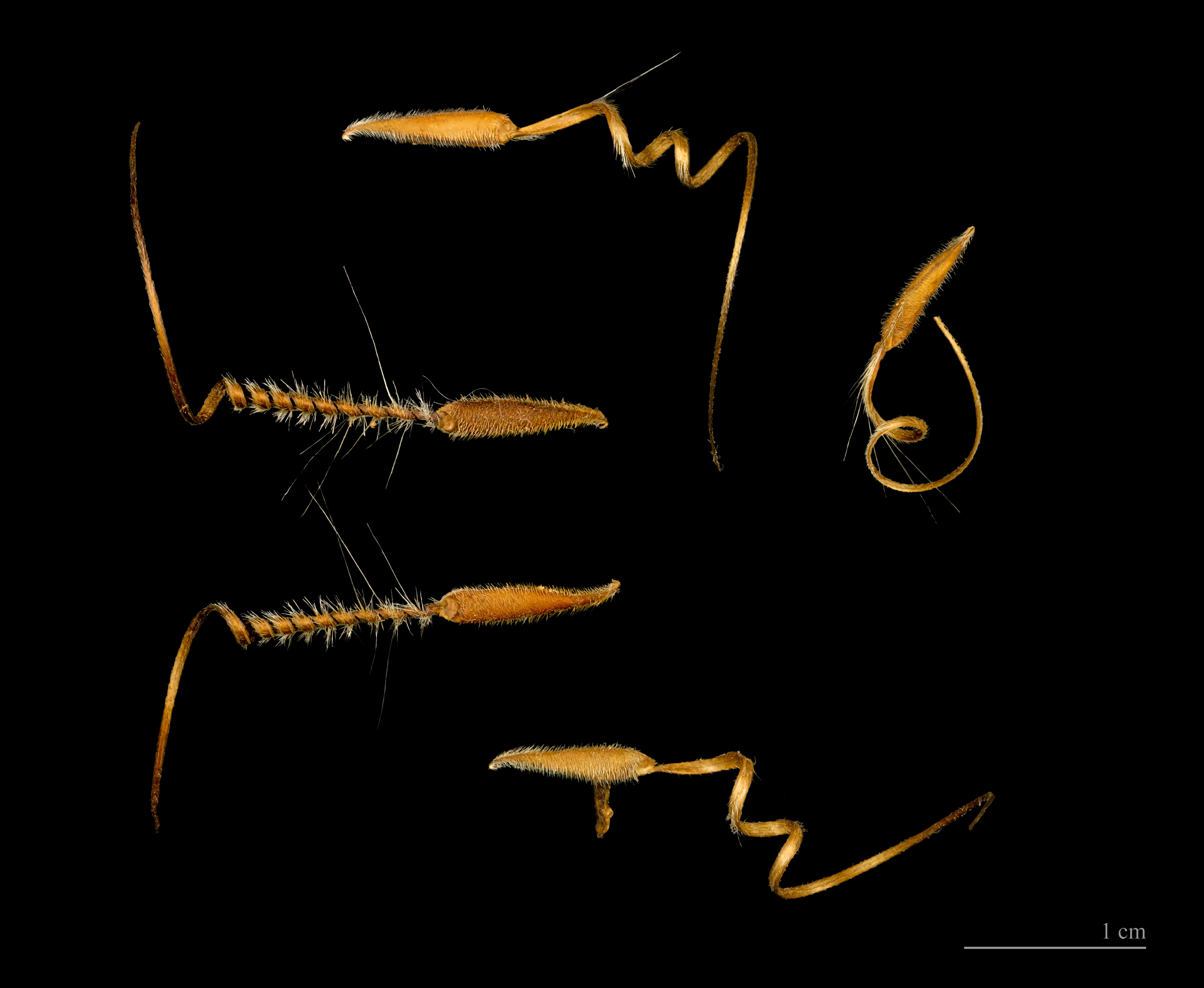
semințe cu prelungiri carpelare

## Răspândirea semințelor
Semințele plantei Erodium cicutarium folosesc mecanisme de autodispersare pentru a se răspândi departe de planta mamă. Două mecanisme pe care le are E. cicutarium pentru răspândirea semințelor sunt dispersarea explozivă, care lansează semințele prin stocarea energiei elastice, și dispersarea prin autoîngropare, în care semințele se mișcă singure pe sol prin schimbări de formă alimentate higroscopic.

## Nutriție
Planta de pliscul cocorului crudă este compusă din 90,6% apă, 7,9% carbohidrați, 0,6% proteine, 3% fibre alimentare, 0,1% grăsimi și 0,8% alte componente.